# سدر (مقاطعة تشالدران)
سدر (بالفارسية: صدر) هي منطقة سكنية تقع في قسم تشالدران الجنوبي الريفي (مقاطعة تشالدران) في إيران. يقدر عدد سكانها بـ 131 نسمة .